# Urvillea melanesica
Urvillea melanesica är en insektsart som beskrevs av George Willis Kirkaldy 1907. Arten placeras som ensam art i släktet Urvillea inom familjen kilstritar. Arten är endemisk för Fiji och inga underarter finns listade i Catalogue of Life.